# 德魯岩
66°46′S 141°35′E / 66.767°S 141.583°E
德魯岩（Dru Rock），是南極洲的岩石，位於阿黛利地，處於勒圖爾島和克拉丘比尤島之間，屬於寇松群島的一部分，長0.3公里，在1951年由法國探險隊繪入地圖，現時由南極條約體系管理。